# Стрельба на летних Олимпийских играх 1896 — скоростной пистолет, 25 метров
Соревнования по стрельбе из скоростного пистолета на дистанции 25 метров среди мужчин на летних Олимпийских играх 1896 прошли 11 апреля. Приняли участие четыре спортсменов из трёх стран.

## Призёры
| Золото                   | Серебро                   | Бронза                |
| Иоаннис Франгудис Греция | Георгиос Орфанидис Греция | Хольгер Нильсен Дания |

## Соревнование
| Место | Спортсмен                | Результат  |
| ----- | ------------------------ | ---------- |
| 1     | Иоаннис Франгудис (GRE)  | 344        |
| 2     | Георгиос Орфанидис (GRE) | 249        |
| 3     | Хольгер Нильсен (DEN)    | Неизвестен |
| —     | Сидней Мерлин (GBR)      | DNF        |